# Manaevita-(Ce)
La manaevita-(Ce) és un mineral de la classe dels silicats que pertany al grup de la vesuvianita. Rep el nom en honor de Nikolay Mikhailovich Manaev, un antic geòleg i destacat col·leccionista de minerals, per la seva contribució a la geologia, la mineralogia i l'explotació del jaciment de flogopita de Kovdor, el més gran del món.

## Característiques
La manaevita-(Ce) és un sorosilicat de fórmula química (Ca13Ce₄[H₂O]₂)Mg(Al₃Mg)(Mg₃Ti₃Fe3+₂)(◻₄)◻[Si₂O₇]₄[(SiO₄)₈(H₄O₄)₂]O(OH)9. Va ser aprovada com a espècie vàlida per l'Associació Mineralògica Internacional l'any 2018, sent publicada l'any 2020. Cristal·litza en el sistema tetragonal.
Les mostres que van servir per a determinar l'espècie, el que es coneix com a material tipus, es troben conservades a les col·leccions del Museu Mineralògic Fersmann, de l'Acadèmia de Ciències de Rússia, a Moscou (Rússia), amb el número de registre: 5075/1, i al museu mineralògic de la Universitat Estatal de Sant Petersburg (Rússia).

## Formació i jaciments
Va ser descoberta al massís de Kovdor, a l'óblast de Múrmansk (Rússia), sent l'únic indret de tot el planeta on ha estat descrita aquesta espècie mineral.